# Élections constituantes chiliennes de 2023
Les élections constituantes chiliennes de 2023 se déroulent le 7 mai 2023 afin d'élire une assemblée constituante chargée de rédiger une nouvelle Constitution.
Le scrutin intervient deux ans après des élections similaires, le projet de constitution rédigé par l'assemblée constituante issue de ces dernières ayant été largement rejeté par référendum.
Le scrutin voit arriver en tête le Parti républicain, l'un des partis les plus opposés à la réécriture de la constitution. Combiné aux résultats de Chili sans danger, arrivé troisième, la droite obtient plus des deux tiers des sièges, une situation inverse à celle des précédentes élections constituantes. Les élections se révèlent ainsi un échec pour l'alliance de gauche Unité pour le Chili du président Gabriel Boric.

## Contexte
Le scrutin intervient après l'échec du projet de nouvelle constitution de la précédente Assemblée constituante élue en 2021. Le projet est rejeté par une large majorité de près de 62 % des suffrages exprimés au référendum constitutionnel de septembre 2022. Cet échec amène les partis représentés au Parlement à s’accorder le 12 décembre 2022 sur de nouvelles élections afin de mettre en place une seconde Assemblée constituante chargée de rédiger une Constitution entièrement nouvelle, soumise à un référendum le 17 décembre 2023.
L'accord est entériné par une loi votée le 11 janvier 2023. La nouvelle assemblée est composée de 50 membres élus au suffrage direct, contre 155 en 2021. À ces 50 membres élus s'ajoutent 24 membres d'une Commission d'experts nommés par le parlement à raison de douze membres par la Chambre des députés et douze membres par le Sénat. Leur nomination intervient après un vote à la majorité qualifiée des quatre-septièmes, soit environ 57 %. Cette commission d'experts se voit attribuer la direction de la rédaction du texte, qui est ensuite discuté et modifié par les 50 membres élus en collaboration avec la commission, toute modification devant être faite à la majorité des trois-cinquièmes, soit 60 %.
Le calendrier est cette fois-ci raccourci. Si les travaux des experts élus par le parlement s'étendent du 6 mars au 6 juin, les travaux de l'assemblée doivent commencer le 6 juin 2023 pour s'achever le 6 novembre suivant, avant le référendum le 17 décembre 2023.

## Système électoral
L'Assemblée constituante est composée d'un minimum de 50 membres élus sur le modèle des élections au Sénat, là où la précédente avait été élue sur le modèle des élections à la Chambre des députés. Sur le total, 50 membres sont ainsi élus au scrutin proportionnel plurinominal avec listes ouvertes dans des circonscriptions correspondant aux régions du Chili. Les sièges sont répartis après décompte des suffrages selon la méthode D'Hondt, sans seuil électoral. Les listes sont ouvertes, avec la possibilité pour les électeurs d'effectuer un vote préférentiel pour l'un des candidats de la liste pour laquelle ils votent, afin de faire monter sa place dans celle-ci. Les sièges remportés par les formations politiques dans chaque circonscription sont ensuite attribués en priorité à leurs candidats ayant recueilli le plus de votes préférentiels sur leurs noms. 
Le système est par ailleurs à nouveau paritaire, selon le même fonctionnement qu'en 2021 : les listes présentées par les partis alternent les candidats masculins et féminins, avec toujours une tête de liste de sexe féminin. Afin d'éviter que la pratique du vote préférentiel n'aboutisse à une surreprésentation de l'un ou l'autre sexe, la loi électorale prévoit de rééquilibrer l'attribution des sièges en fonction des votes préférentiels par sexe. Si dans une circonscription donnée le total d'élus d'un même sexe est supérieur de plus d'un au total de ceux de l'autre sexe, le siège attribué au candidat du sexe surreprésenté élu avec le moins de votes préférentiels est attribué au candidat non-élu du sexe sous-représenté ayant réuni le plus de votes préférentiels. L'échange est si besoin réitéré tant que la différence d'élus entre les deux sexes n'est pas inférieure à deux dans la circonscription. Ce rééquilibrage est effectué après l'attribution du nombre de sièges par formation politique : les échanges se font ainsi entre candidats du même parti ou d'une même liste d'indépendants, de telle sorte que le total par formation ne soit pas affecté.
Comme pour la précédente constituante, des sièges sont réservés aux indigènes, mais cette fois ci sur la base de leur part des voix, et non selon un nombre fixé à l'avance par groupe ethnique. Ces électeurs votent en choisissant un candidat indigène parmi ceux figurant sur une liste spécifique. Un premier siège est attribué si le total des voix en faveurs des candidats de la liste représente au moins 1,5 % du total des suffrages exprimés, puis un siège supplémentaire par tranche de 2 points de pourcentage. Le premier siège est attribué au candidat ayant obtenu le plus de suffrages sur la liste, le suivant au candidat du sexe opposé ayant obtenu le plus de suffrages, et ainsi de suite. Ces sièges surnuméraires s'ajoutent aux cinquante autres pourvus au scrutin de liste,.

## Forces en présence
| Coalitions | Coalitions                                     | Partis | Positionnement | Sièges au Congrès | Sièges au Congrès |
| Coalitions | Coalitions                                     | Partis | Positionnement | Députés           | Sénateurs         |
| ---------- | ---------------------------------------------- | --- | --- | ----------------- | ----------------- |
|            | Chili sans danger Chile seguro (ChS)           | Rénovation nationale Union démocrate indépendante Evópoli | Centre droit à droite National-conservatisme, libéral-conservatisme                                                  | 53                | 24                |
|            | Unité pour le Chili Unidad para Chile (UPC)    | Convergence sociale Parti communiste du Chili Parti socialiste Parti libéral (es) Communs Fédération régionaliste verte sociale Révolution démocratique Action Humaniste | Gauche radicale à centre gauche Démocratie directe, socialisme démocratique, social-démocratie et écologie politique | 54                | 12                |
|            | Tout pour le Chili (es) Todo para Chile (TPC)  | Parti pour la démocratie Parti démocrate-chrétien Parti radical | Centre à centre gauche Social-démocratie, social-libéralisme, démocratie chrétienne et radicalisme                   | 21                | 11                |
|            | Parti républicain Partido republicano (PLR)    | Parti républicain Partido republicano (PLR) | Extrême droite Néolibéralisme, national-libéralisme, conservatisme et pinochetisme                                   | 13                | 2                 |
|            | Parti du peuple (es) Partido de la Gente (PDG) | Parti du peuple (es) Partido de la Gente (PDG) | Centre droit à droite Conservatisme social, populisme de droite et opposition à l'immigration                        | 7                 | 0                 |

## Campagne
Ces élections constituantes suscitent beaucoup moins d’intérêt que les précédentes, le contexte ayant beaucoup changé depuis les manifestations de grande ampleur ayant conduit au processus constituant. Si les inégalités constituaient alors l'une des principales préoccupations du pays, les Chiliens sont davantage inquiets en 2023 des taux élevés de violence et de criminalité, ainsi que par l'inflation dans le contexte de la hausse mondiale de cette dernière depuis 2019. Là où la Constitution était considérée comme un instrument capable d'aider à résoudre les problèmes, cette perception a fini par s'atténuer.
Le gouvernement de gauche mené par le président Gabriel Boric et sa principale formation, Approbation dignité, a par ailleurs déçu une partie de ses sympathisants. Plus d'un an après son arrivée au pouvoir début 2022, seul le salaire minimum a été significativement revalorisé et le temps de travail réduit de 45 heures à 40 heures hebdomadaires. Pour le reste, les promesses de rupture avec le néolibéralisme n'ont pas abouti, le gouvernement n'ayant réformé ni le système de retraite par capitalisation individuelle qui ne fournit que de faibles pensions, ni l'accès très inégalitaire à la santé et à l’éducation supérieure, ni la privatisation de l’eau, dans un pays qui souffre d’une sécheresse persistante depuis plus de dix ans. Ce bilan souffre pourtant directement de la constitution mise en place à l'origine par le général Pinochet, qui n'accorde à l’État qu'un rôle subsidiaire, destiné à n'intervenir qu'après le secteur privé. Les députés sont ainsi dans l'incapacité de modifier en profondeur le système, le Tribunal constitutionnel invalidant tout changement contraire à la constitution,,.

## Résultats

Sièges obtenus par circonscription.

|                          |                          |            |       |        |  |  |
| Parti                    | Parti                    | Voix       | %     | Sièges |  |  |
|                          | Parti républicain        | 3 470 855  | 34,34 | 23     |  |  |
|                          | Unité pour le Chili      | 2 802 783  | 27,73 | 16     |  |  |
|                          | Chili sans danger        | 2 064 454  | 20,42 | 11     |  |  |
|                          | Tout pour le Chili       | 877 564    | 8,68  | 0      |  |  |
|                          | Parti du peuple          | 537 194    | 5,31  | 0      |  |  |
|                          | Liste indigène           | 306 681    | 3,03  | 1      |  |  |
|                          | Indépendants             | 48 524     | 0,48  | 0      |  |  |
|                          |                          |            |       |        |  |  |
| Votes valides            | Votes valides            | 10 108 055 | 78,57 |        |  |  |
| Votes blancs             | Votes blancs             | 586 667    | 4,56  |        |  |  |
| Votes nuls               | Votes nuls               | 2 169 625  | 16,87 |        |  |  |
| Total                    | Total                    | 12 864 347 | 100   | 51     |  |  |
| Abstentions              | Abstentions              | 2 286 224  | 15,09 |        |  |  |
| Inscrits / participation | Inscrits / participation | 15 150 571 | 84,91 |        |  |  |

## Analyse et conséquence

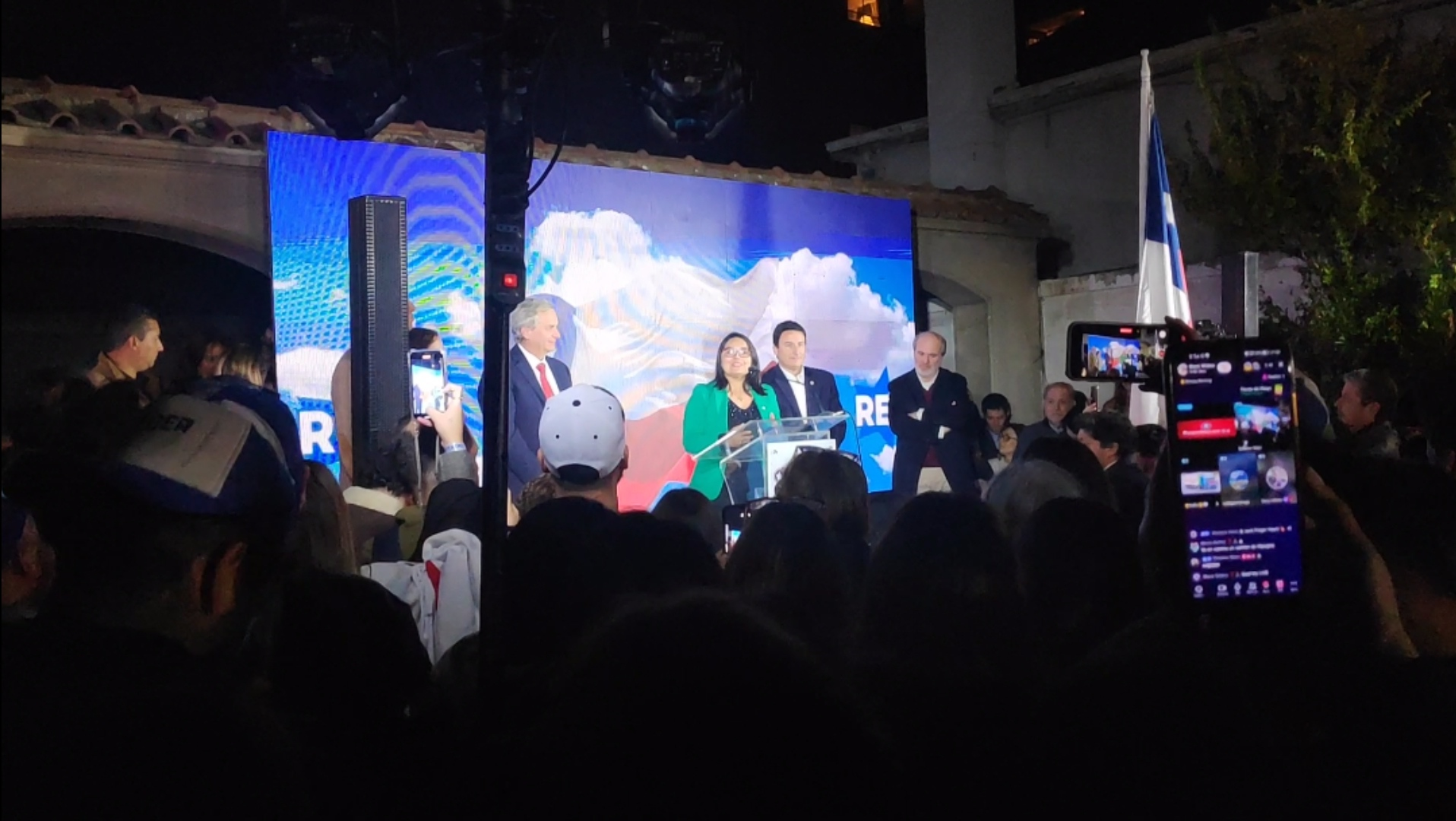
Discours de victoire des dirigeants du parti républicain au soir des élections.

Le Parti républicain sort grand vainqueur des élections. Mené par José Antonio Kast, candidat malheureux face à Gabriel Boric au second tour de l'élection présidentielle de 2021, le parti remporte à lui seul 23 sièges sur 51. Il bénéficie des préoccupations concernant l’immigration et l’insécurité, deux thématiques qui concentrent alors le débat politique au Chili. Les modifications du texte proposé par la Commission d'experts devant obtenir la majorité des trois-cinquièmes, soit 31 voix, le Parti républicain dispose ainsi de la possibilité de bloquer toute tentative de modification contraire à ses idéaux, sans pour autant pouvoir imposer les siennes. Ouvertement opposé au remplacement de la Constitution, il était notamment absent de l'accord conclu le 12 décembre 2022 pour la relance du processus constituant. Arrivée troisième, l'alliance Chili sans danger, qui s'étend du centre droit à la droite de l'échiquier politique, remporte 11 sièges. Ces résultats permettent à l'ensemble des forces de droite de disposer de la majorité des trois-cinquièmes, une situation inverse de celle des précédentes élections constituantes,.
Les élections constituent un échec pour le président Gabriel Boric, dont l'alliance de gauche Unité pour le Chili arrive deuxième et obtient moins d'un tiers des élus,. Face à la position de force de la formation d’extrême droite, Boric appelle ses membres à ne « pas commettre la même erreur » que les forces de gauche en 2021, lorsque ces dernières, majoritaire à l'assemblée constituante, avait conçu un texte entièrement acquis à leur seules idées, au point d'être finalement rejetée par l'électorat faute de consensus.
La coalition Tout pour le Chili sort quant à elle grande perdante du scrutin en échouant à obtenir le moindre siège, consacrant ainsi le recul des formations historiques de l'ère de l'après Pinochet au pouvoir jusqu'en 2010. Malgré un taux de participation très élevé qui atteint presque 85 % des inscrits, favorisé par le caractère obligatoire du vote, le nombre très élevé de votes blancs ou nuls est également remarqué, ces derniers totalisant plus d'un votant sur cinq.
Le référendum sur le projet de nouvelle constitution est organisé le 17 décembre 2023.